# SpVgg Neu-Isenburg
SpVgg Neu-Isenburg – niemiecki klub piłkarski, grający obecnie w Verbandslidze Hessen-Süd (odpowiednik szóstej ligi), mający siedzibę w mieście Neu-Isenburg, w kraju związkowym Hesja.

## Historia
- 13.06.1903 – został założony jako Freispielclub 03 Neu-Isenburg
- 1913 – połączył się z SC 05 Neu-Isenburg tworząc FV 1903 Neu-Isenburg
- 1921 – połączył się z FC Viktoria 05 tworząc VfL Neu-Isenburg
- 1938 – połączył się z SV 1911 Neu-Isenburg tworząc SpVgg 03 Neu-Isenburg
- 1945 – został rozwiązany
- 1945 – został na nowo założony jako SG Neu-Isenburg
- 1946 – zmienił nazwę na SpVgg 03 Neu-Isenburg

## Sukcesy
- 2 sezony w Kreislidze Südmain (1. poziom): 1921/22-22/23 (jako VfL Neu-Isenburg).
- 1 sezon w Bezirkslidze Main (1. poziom): 1926/27 (jako VfL Neu-Isenburg).
- 6 sezonów w Bezirkslidze Main-Hessen (1. poziom): 1927/28-32/33 (jako VfL Neu-Isenburg).
- 2 sezony w Gaulidze Hessen-Nassau (1. poziom): 1942/43-43/44.
- 2 sezony w Landeslidze Hessen (2. poziom): 1945/46-46/47.
- 7 sezonów w 2. Oberlidze Süd (2. poziom): 1956/57-62/63.
- 1 sezon w Regionallidze Süd (2. poziom): 1963/64.
- 15 sezonów w Amateurlidze Hessen (3. poziom): 1953/54-55/56, 1964/65-73/74 i 1975/76-76/77.
- mistrz Kreisliga Südmain (1. poziom): 1922 (jako VfL Neu-Isenburg)
- mistrz Amateurliga Hessen (3. poziom): 1956 (awans do 2. Oberligi Süd)
- mistrz Landesliga Hessen-Süd (4. poziom): 1975 (awans do Amateurligi Hessen)
- mistrz Bezirksoberliga Frankfurt Ost (8. poziom): 2008 (awans do Verbandsligi Hessen-Süd)
- wicemistrz Landesliga Hessen-Süd (4. poziom): 1982
- amatorskie mistrzostwo Niemiec: 1956 (mistrz) oraz 1954 (finalista)
- finalista Pucharu Hesji: 1953 i 1983